# Zouk Machine
Zouk Machine is een geheel uit vrouwen bestaande kompa of zouk muziekgroep uit Guadeloupe, die enkele internationale hits gescoord heeft in het bijzonder in Frankrijk. Zouk Machine is het meest bekend van de zomerhit Maldòn (la musique dans la peau) uit 1990. Dit nummer, dat onder meer in de Franse SNEP Singles Chart de nummer 1-positie haalde, werd wereldwijd meer dan een miljoen keer verkocht.

## Geschiedenis
Zouk Machine werd in 1986 opgericht door de leden van Experience 7, Guy Houllier en Yves Honore, en samengesteld uit drie vrouwen uit Guadeloupe (Joëlle Ursull, Christiane Obydol, Dominique Zorobabel). Het eerste album was Sové Lanmou (geschreven door Guy Houllier en Yves Honoré, die respectievelijk de broer en de zwager van Christiane Obydol zijn). Joëlle Ursull verliet de groep en ging voor een solocarrière. In 1990 werd ze tweede op het Eurovisiesongfestival met het lied "White and Black Blues", gecomponeerd door Serge Gainsbourg en Sylvain Augier.
In de loop van 1990 kwam Jane Fostin bij de groep. Fostin kwam uit een muzikale familie uit Guadeloupe. Hun single Maldòn werd een wereldhit, en stond 9 weken op nummer 1 in Frankrijk. De groep toerde verschillende malen rond de wereld, en bracht twee albums uit (Sa ké cho en Clin d'œil).
In Nederland werd de plaat een hit in de destijds twee landelijke hitlijsten op de nationale publieke popzender Radio 3 en bereikte de 8e positie in de Nationale Top 100 en de 9e positie in de Nederlandse Top 40.
In België bereikte de plaat de 32e positie in de voorloper van de Vlaamse Ultratop 50. In de Vlaamse Radio 2 Top 30 en in Wallonië werd géén notering behaald.
In 1995 kwam de groep in een crisis terecht, en platenmaatschappij BMG bracht het Best of Zouk Machine uit. Jane Fostin verliet uiteindelijk de groep om een solocarrière te beginnen.